# Sjöarsjön
Sjöarsjön är en sjö i Krokoms kommun i Jämtland och ingår i Indalsälvens huvudavrinningsområde. Sjön har en area på 0,556 kvadratkilometer och ligger 333,1 meter över havet. Sjön avvattnas av vattendraget Nävran.

## Delavrinningsområde
Sjöarsjön ingår i det delavrinningsområde (704624-142410) som SMHI kallar för Utloppet av Sjöarsjön. Medelhöjden är 348 meter över havet och ytan är 4,52 kvadratkilometer. Räknas de 5 avrinningsområdena uppströms in blir den ackumulerade arean 48,2 kvadratkilometer. Nävran som avvattnar avrinningsområdet har biflödesordning 3, vilket innebär att vattnet flödar genom totalt 3 vattendrag innan det når havet efter 237 kilometer. Avrinningsområdet består mestadels av skog (68 procent) och sankmarker (13 procent). Avrinningsområdet har 0,55 kvadratkilometer vattenytor vilket ger det en sjöprocent på 12,1 procent.